# Iglesia ortodoxa japonesa

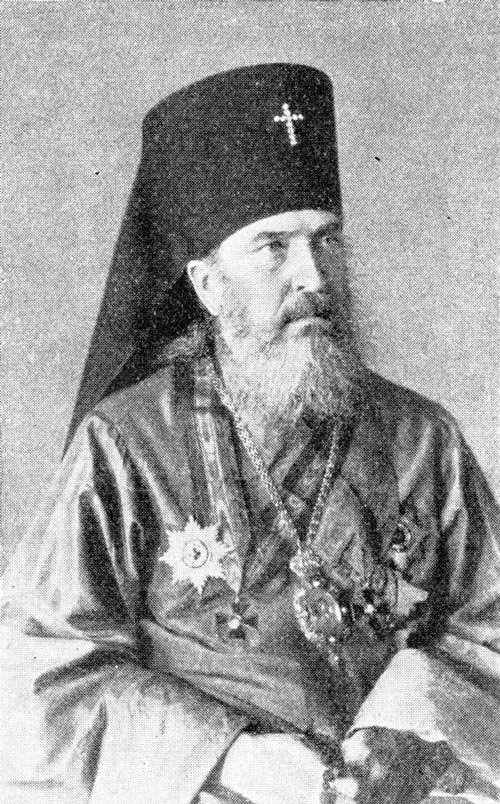
San Nicolás de Japón, fundador de la Iglesia ortodoxa japonesa.

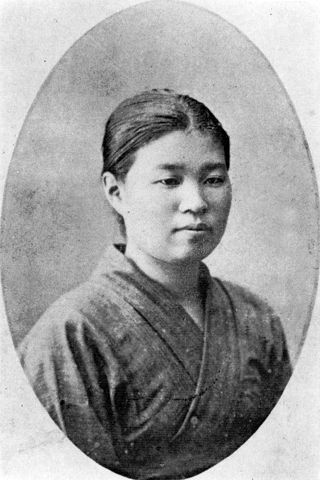
Rin Yamásita, la primera iconógrafa japonesa, 1883.

La Iglesia ortodoxa japonesa (日本ハリストス正教会) es una iglesia autónoma ortodoxa bajo el patrocinio de la Iglesia ortodoxa rusa. Fue creada por San Nicolás de Japón quien llegó a Japón en 1861 como un misionero.

## Historia
La Iglesia ortodoxa en Japón nace bajo el impulso de su primer obispo Nicolás, quien había nacido en Rusia bajo el nombre de Iván Dmítrievich Kasatkin. Este sacerdote llegó a Hakodate en la prefectura de Hokkaidō, al ser enviado por la Iglesia ortodoxa rusa como sacerdote de una capilla del consulado de Rusia en la ciudad. Los gobiernos de aquella época en Japón, bajo la égida del Shōgun Tokugawa Iemochi, mantenían la prohibición a los ciudadanos del país de convertirse al cristianismo, pese a lo cual algunos vecinos de la localidad empezaron a concurrir a la capilla para llegar a convertirse en los primeros japoneses insulares convertidos a la fe ortodoxa. No fueron, sin embargo, los primeros japoneses puesto que ya se habían provocado conversiones entre los inmigrantes nipones que habitaban en Rusia.
Salvo algunos breves viajes, Nicolás vivió en Japón hasta la guerra ruso-japonesa de 1904-1905. Durante este período sus misiones apostólicas extendieron la ortodoxia oriental a escala nacional, siendo designado como el primer obispo de la Iglesia ortodoxa japonesa. Nicolás fundó la Catedral de la Resurrección de Tokio en el barrio Chiyoda de la capital Tokio, donde pasó la última mitad de su vida allí.
La misión temprana de establecer la Iglesia ortodoxa japonesa dependió de la Iglesia ortodoxa rusa, sobre todo en asuntos financieros. La guerra entre Rusia y Japón creó una situación políticamente difícil para la iglesia. Después de la Revolución rusa, el gobierno japonés tenía nuevas sospechas sobre la Iglesia ortodoxa japonesa, en particular, que fue usado como una tapa para el espionaje ruso comunista. El segundo obispo, el metropolitano Sérguiy Tijomírov sufrió con severidad de tal sospecha gubernamental y fue obligado a dimitir a su episcopado.

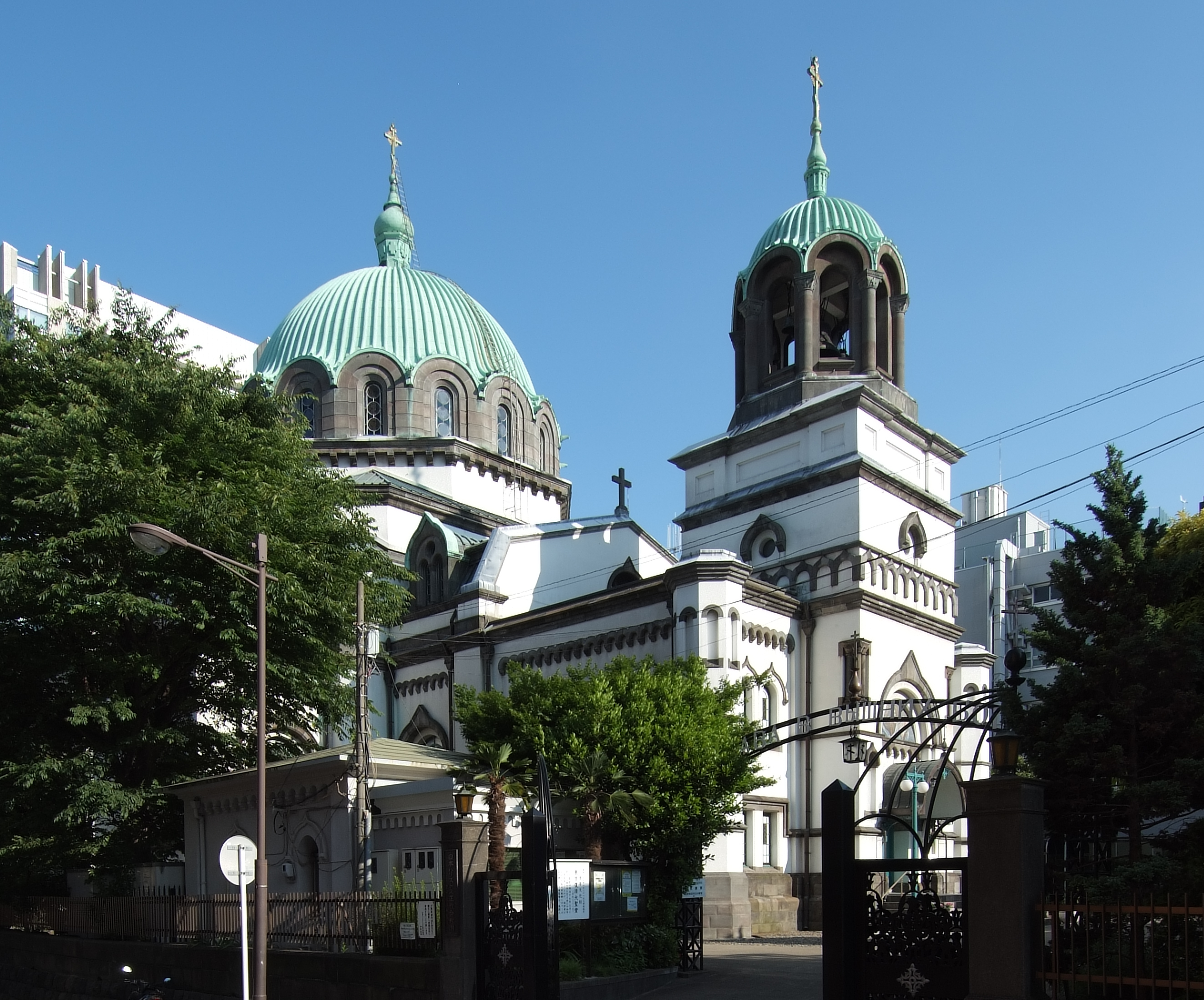
Catedral de la Resurrección en Tokio.

Durante el intervalo de guerras que vivió Japón desde 1930 con la invasión a China y hasta la derrota en la Segunda Guerra Mundial en 1945, el cristianismo en Japón sufrió condiciones severas, la Iglesia ortodoxa sobre todo. Después de la rendición japonesa, la ocupación Aliada tenía una actitud generosa hacia el cristianismo, considerando su composición predominantemente americana. La mayoría de los estadounidenses de origen griego y eslavo asistiría a las parroquias ortodoxas locales, con lo que la Iglesia aumentó significativamente su concurrencia. Durante la guerra, la Iglesia Ortodoxa Japonesa no tenía casi ningún contacto extranjero. Después de la guerra, en vez de la Iglesia rusa, los precursores de la Iglesia Ortodoxa en América ayudaron a revigorizar la Iglesia y varios jóvenes que estudiaron en el Seminario Teológico Ortodoxo de San Vladímir de la OCA en Nueva York, se convirtieron en líderes de la Iglesia japonesa.
Más tarde, cuando la situación de la Iglesia ortodoxa rusa mejoró, la Iglesia ortodoxa japonesa recuperó su patrocinio. En 1970 Nikolái Kasatkin fue canonizado por el Patriarca de Moscú y es reconocido como San Nicolás, apóstol de Japón, siendo su fiesta el 16 de febrero. En el año 2000 la Iglesia ortodoxa rusa canonizó al obispo Andronic Nikolsky como santo y mártir, puesto que tras ser designado como primer obispo de Kioto, fue más tarde muerto como arzobispo de Perm durante la Revolución rusa.

## Actualidad
Desde el 2000 el líder de la Iglesia ortodoxa japonesa es Daniel Nushiro, Metropolitano de todo Japón y Arzobispo de Tokio. Se estima que la Iglesia tiene a aproximadamente 46 000 fieles hoy.